# Frank Lippmann
Frank Lippmann (Dresda, 23 aprile 1961) è un ex calciatore tedesco, di ruolo attaccante.

## Palmarès

### Club
- Coppa della Germania Est: 3

Dinamo Dresda: 1981-1982, 1983-1984, 1984-1985

### Individuale
- Capocannoniere della Coppa delle Coppe: 1

1985-1986 (5 gol ex aequo con Ihor Bjelanov, Oleh Blochin e Oleksandr Zavarov)